# Moerodoello Amrillajev
Moerodoello Amrillajev ( Doesjanbe, 5 mei 1972) is een Tadzjikistan / Russische dammer die is opgegroeid in Tadzjikistan en sinds 1995 in Rusland woont. 
Hij was in 1993 wereldkampioen in de Russische versie van dammen op 64 velden. 
Zijn beste resultaten op 100 velden zijn de 2e plaatsen op het Europees kampioenschap 2010 in Murzasichle en het wereldkampioenschap 2011 dat in Emmeloord en op Urk werd gespeeld.

## Resultatenoverzicht
Hij nam zeven keer deel aan het Europees kampioenschap dammen met de volgende resultaten: 
| jaar | locatie     | klassering |
| ---- | ----------- | ---------- |
| 2006 | Bovec       | 11e        |
| 2008 | Tallinn     | 15e        |
| 2010 | Murzasichle | 2e         |
| 2012 | Emmen       | 5e         |
| 2014 | Tallinn     | 8e         |
| 2016 | Izmir       | 6e         |
| 2018 | Moskou      | 27e        |

Hij nam vier keer deel aan het wereldkampioenschap dammen met de volgende resultaten: 
| jaar | locatie       | klassering  |
| ---- | ------------- | ----------- |
| 1996 | Abidjan       | 7e groep E  |
| 2007 | Hardenberg    | 7e          |
| 2011 | Emmeloord/Urk | 2e          |
| 2013 | Oefa          | 5e B-finale |